# 列克星頓 (奧克拉荷馬州)
35°0′56″N 97°20′00″W / 35.01556°N 97.33333°W
列克星頓（Lexington, Oklahoma）是美國奧克拉荷馬州克里夫蘭縣的一個城市，面積5.5平方公里。根據2000年美國人口普查，人口2,086人。